# Дерманак (Марказі)
Дерманак (перс. درمنك) — село в Ірані, у дегестані Тальх-Аб, у бахші Хенеджін, шагрестані Фараган остану Марказі. За даними перепису 2006 року, його населення становило 173 особи, що проживали у складі 63 сімей.

## Клімат
Середня річна температура становить 11,83 °C, середня максимальна – 31,32 °C, а середня мінімальна – -10,86 °C. Середня річна кількість опадів – 253 мм.
| Клімат поселення                              | Клімат поселення | Клімат поселення | Клімат поселення | Клімат поселення | Клімат поселення | Клімат поселення | Клімат поселення | Клімат поселення | Клімат поселення | Клімат поселення | Клімат поселення | Клімат поселення | Клімат поселення |
| Показник                                      | Січ.             | Лют.             | Бер.             | Квіт.            | Трав.            | Черв.            | Лип.             | Серп.            | Вер.             | Жовт.            | Лист.            | Груд.            |                  |
| Середній максимум, °C                         | 7,34             | 9,22             | 14,30            | 19,62            | 23,83            | 30,57            | 31,32            | 30,12            | 26,12            | 20,37            | 13,63            | 7,86             |                  |
| Середня температура, °C                       | −1,75            | 0,13             | 5,20             | 10,51            | 14,75            | 21,47            | 25,02            | 23,84            | 19,82            | 14,09            | 7,34             | 1,56             |                  |
| Середній мінімум, °C                          | −10,86           | −8,99            | −3,9             | 1,42             | 5,64             | 12,38            | 18,73            | 17,53            | 13,52            | 7,80             | 1,05             | −4,72            |                  |
| Норма опадів, мм                              | 35               | 35               | 47               | 35               | 30               | 5                | 1                | 1                | 0                | 9                | 22               | 33               |                  |
| Середньомісячна швидкість вітру, м/с          | 1.72             | 1.98             | 3.04             | 3.02             | 2.67             | 2.54             | 2.41             | 2.30             | 2.20             | 2.06             | 1.75             | 1.53             |                  |
| Середньомісячна сонячна радіація, кДж/м²·день | 9066             | 12204            | 14730            | 18228            | 22185            | 26643            | 26004            | 23977            | 20827            | 15393            | 10888            | 8864             |                  |
| --------------------------------------------- | ---------------- | ---------------- | ---------------- | ---------------- | ---------------- | ---------------- | ---------------- | ---------------- | ---------------- | ---------------- | ---------------- | ---------------- | ---------------- |
| Джерело:                                      |                  |                  |                  |                  |                  |                  |                  |                  |                  |                  |                  |                  |                  |